# 커트 러셀
커트 러셀 (Kurt Russell, 1951년 3월 17일 ~ )은 미국의 배우이다. 1950년대 후반 아역배우로서 텔레비전에 출연을 시작했으며, 1960년대에 할리우드로 와서 영화에 출연을 하였다. 그 후 다양한 분야의 영화에 나오면서 활동을 지속 중이다.

## 젊은 시절
러셀은 스프링필드에서 태어났다. 그는 댄서 루이스 줄리아와 영화 보난자 (Bonanza)에서 클렘 포스터 역할을 맡았던 성격파 배우 빙 러셀의 아들이다. 러셀은 자신의 고향을 레인제리 (Rangeley)로 여긴다. 60년대 중반에, 러셀은 사우전드 옥스 (Thousand Oaks)에 있는 사우전드 옥스 고등학교를 졸업하였다.

## 출연 작품
| 년도 | 제목                                            | 역할                                  | 기타                                                              |
| ---- | ----------------------------------------------- | ------------------------------------- | ----------------------------------------------------------------- |
| 1962 | 데니스협박                                      | 케빈                                  | uncredited                                                        |
| 1963 | It Happened at the World's Fair                 | 마이크를 찼던 소년                    | uncredited                                                        |
| 1964 | Guns of Diablo                                  | 제이미 맥피터스                       |                                                                   |
| 1965 | Gilligan's Island                               | 정글 보이                             | 에피소드 1.19, Gilligan Meets Jungle Boy                          |
| 1966 | Follow Me, Boys!                                | 휘트니                                |                                                                   |
| 1968 | The One and Only, Genuine, Original Family Band | 시드니 보우어                         |                                                                   |
| 1968 | The Horse in the Gray Flannel Suit              | 론니 가드너                           |                                                                   |
| 1969 | Guns in the Heather                             | 리치                                  |                                                                   |
| 1969 | 테니스화를 신은 컴퓨터                          | 덱스터 릴리                           |                                                                   |
| 1971 | 맨발의 경영자                                   | 스티브 포스트                         |                                                                   |
| 1971 | Fools' Parade                                   | 조니 지저스                           | 앤드류 맥라글렌 감독의 1971년 영화. 동명 소설에 기반하여 만들어짐 |
| 1972 | Now You See Him, Now You Don't                  | 덱스터 릴리                           | 1972년 출시된 월트 디즈니 영화                                    |
| 1973 | 찰리 앤 더 앤젤                                 | 레이 페리스                           | 월트 디즈니 영화                                                  |
| 1973 | 슈퍼대드                                        | 바트                                  | 월트 디즈니 영화                                                  |
| 1975 | 세계에서 가장 강한 남자                         | 덱스터 릴리                           | 1975년 2월 6일 출시된 월트 디즈니의 영화                          |
| 1975 | 더 데들리 타워                                  | 찰스 위트만                           | TV 영화 용으로 제작 됨                                            |
| 1979 | 엘비스                                          | 엘비스 프레슬리                       | 에미상 후보에 오름                                                |
| 1980 | 중고차 소동                                     | 루돌프 "루디" 루소                    |                                                                   |
| 1981 | 커트 러셀의 코브라 22시                         | 스네이크 플리스켄                     |                                                                   |
| 1981 | 토드와 코퍼                                     | 어른 코퍼                             | 목소리                                                            |
| 1982 | 괴물                                            | R.J. 맥레디                           |                                                                   |
| 1983 | 실크우드                                        | 드루 스테펜스                         | 골든 글로브상 후보에 오름                                         |
| 1984 | 위험한 유혹                                     | 마이크 "럭키" 록하트                  |                                                                   |
| 1984 | 테러 인 더 아이슬                               |                                       | 스톡 풋테이지 (en:Stock footage)                                  |
| 1985 | 살인 수첩                                       | 말콤 앤더슨                           |                                                                   |
| 1986 | 빅 트러블                                       | 잭 버튼                               |                                                                   |
| 1986 | 베스트 오브 타임즈                              | 레노 하이 타워                        |                                                                   |
| 1987 | 환상의 커플                                     | 딘 프로핏트                           |                                                                   |
| 1988 | 불타는 태양                                     | 수사관 니콜라스 '닉' 프레시아         |                                                                   |
| 1989 | 겨울 사람들                                     | 웨일랜드 잭슨                         |                                                                   |
| 1989 | 탱고와 캐쉬                                     | 가브리엘 "가베" 캐쉬                  |                                                                   |
| 1991 | 분노의 역류                                     | 스테펜 '불' 매카프리/ 데니스 매카프리 |                                                                   |
| 1992 | 무단 침입                                       | 마이클 카                             |                                                                   |
| 1992 | 캡틴 론                                         | 캡틴 론                               |                                                                   |
| 1993 | 툼스톤                                          | 와이어트 어프                         | Uncredited director                                               |
| 1994 | 스타게이트                                      | 대령 조나단 "잭" 오닐                 |                                                                   |
| 1994 | 포레스트 검프                                   | 엘비스 목소리                         | uncredited                                                        |
| 1996 | 파이널 디씨전                                   | 데이비드 그랜트 박사                  |                                                                   |
| 1996 | L.A. 2013                                       | 스네이크 플리스켄                     | 공동 저자                                                         |
| 1997 | 브레이크 다운                                   | 제프리 "제프" 테일러                  |                                                                   |
| 1998 | 솔저                                            | 토드                                  |                                                                   |
| 2001 | 3000 마일                                       | 마이클 제인                           |                                                                   |
| 2001 | 바닐라 스카이                                   | 맥카베                                |                                                                   |
| 2002 | 인터스테이트                                    | 보안관 이브스                         |                                                                   |
| 2003 | 다크 블루                                       | 엘든 페리                             |                                                                   |
| 2004 | 미라클                                          | 허브 브룩스                           |                                                                   |
| 2005 | 스카이                                          | 스티브 스트롱홀드/ 사령관             |                                                                   |
| 2005 | 드리머                                          | 벤 크레인                             |                                                                   |
| 2006 | 포세이돈                                        | 로버트 램지                           |                                                                   |
| 2007 | 데스 프루프                                     | 스턴트맨 마이크 믹케                  |                                                                   |
| 2007 | 커틀라스                                        | Dad                                   |                                                                   |
| 2011 | Touchback                                       | 코치 손                               |                                                                   |
| 2015 | 분노의 질주: 더 세븐                            | 프랭크 페티 (노바디)                  |                                                                   |
| 2015 | 헤이트풀8                                       | 교수형 집행인                         |                                                                   |
| 2015 | 본 토마호크                                     | 플랭클린 헌트                         |                                                                   |
| 2017 | 분노의 질주: 더 익스트림                        | 프랭크 페티 (노바디)                  |                                                                   |
| 2017 | 가디언즈 오브 갤럭시 VOL. 2                     | 에고                                  |                                                                   |
| 2018 | 크리스마스 연대기                               | 산타 클로스                           |                                                                   |
| 2020 | 크리스마스 연대기: 두 번째 이야기               | 산타 클로스                           | 제작에 참여                                                       |

## 참고
1. ↑  Kirk Russell Biography (1951–2009). Film Reference.com.
2. ↑  Horrigan, James V. "Escape from LA: Kurt Russell's Secret Life in Maine." 보관됨 2008-12-20 - 웨이백 머신 Portland Magazine. 2007.